# Anton von Schönfeld
Antonín svobodný pán von Schönfeld (německy Anton Maria Emmerich Wilhelm Freiherr von Schönfeld, 3. července 1827 Praha – 7. ledna 1898 Vídeň) byl česko-rakouský šlechtic z rodu Schönfeldů a rakousko-uherský generál. V císařské armádě sloužil od roku 1845 a zúčastnil se několika válečných konfliktů druhé poloviny 19. století. V letech 1876–1881 zastával funkci náčelníka generálního štábu, poté byl velitelem několika armádních sborů na různých místech Rakouska-Uherska. Mezitím byl v roce 1870 povýšen na barona a v armádě dosáhl druhé nejvyšší hodnosti polního zbrojmistra (1886). V aktivní službě zůstal až do smrti, nakonec vykonával funkci generálního inspektora armády (1895–1898).

## Životopis
Pocházel ze staré rodiny Schönfeldů povýšené v roce 1594 do šlechtického stavu, narodil se jako starší syn důstojníka a státního úředníka Johanna von Schönfelda (1795–1841) a jeho manželky Kathariny Kollerové, po otci byl vnukem známého pražského nakladatele Johanna Ferdinanda ze Schönfeldu. 
Od roku 1838 studoval na Tereziánské vojenské akademii ve Vídeňském Novém Městě, v roce 1845 vstoupil v hodnosti poručíka do rakouské armády. Během revolučních let 1848–1849 v Itálii. Byl zraněn v bitvě u Novary (1849) a v Itálii sloužil i nadále pod maršálem Radeckým. V roce 1854 dosáhl hodnosti kapitána, ve válce se Sardinií byl povýšen na majora (1859). V roce 1862 dosáhl hodnosti podplukovníka, byl štábním důstojníkem 3. husarského pluku, poté několik let působil na ministerstvu války a u generálního štábu. Během prusko-dánské války v roce 1864 byl generálním ubytovatelem rakouských jednotek v severním Německu, následně se zúčastnil také diplomatických mírových jednání s Dánskem.
V roce 1865 byl povýšen na plukovníka a od roku 1869 velel 13. pěší divizi, s níž se téhož roku zúčastnil bojů proti povstání v Dalmácii. V roce 1870 dosáhl hodnosti generálmajora a poté byl velitelem v Budapešti. Věnoval se výcviku pěchoty a v roce 1873 byl přidělen jako doprovod perskému šahovi Nassredinovi při jeho návštěvě Vídně (Schönfeldův deník z té doby byl později vydán tiskem). V roce 1874 byl rakousko-uherským zástupcem na mezinárodní konferenci, která byla v důsledku prusko-francouzské války svolána do Bruselu a věnovala se úpravě vojenské legislativy v mezinárodních konfliktech. V roce 1875 byl povýšen na polního podmaršála a v letech 1876–1881 zastával funkci náčelníka generálního štábu. Ve funkci náčelníka štábu se podílel na organizaci okupace Bosny a Hercegoviny v roce 1878, vypracoval také první plány na tažení proti Rusku a Itálii, použité v modifikované podobě později za první světové války.

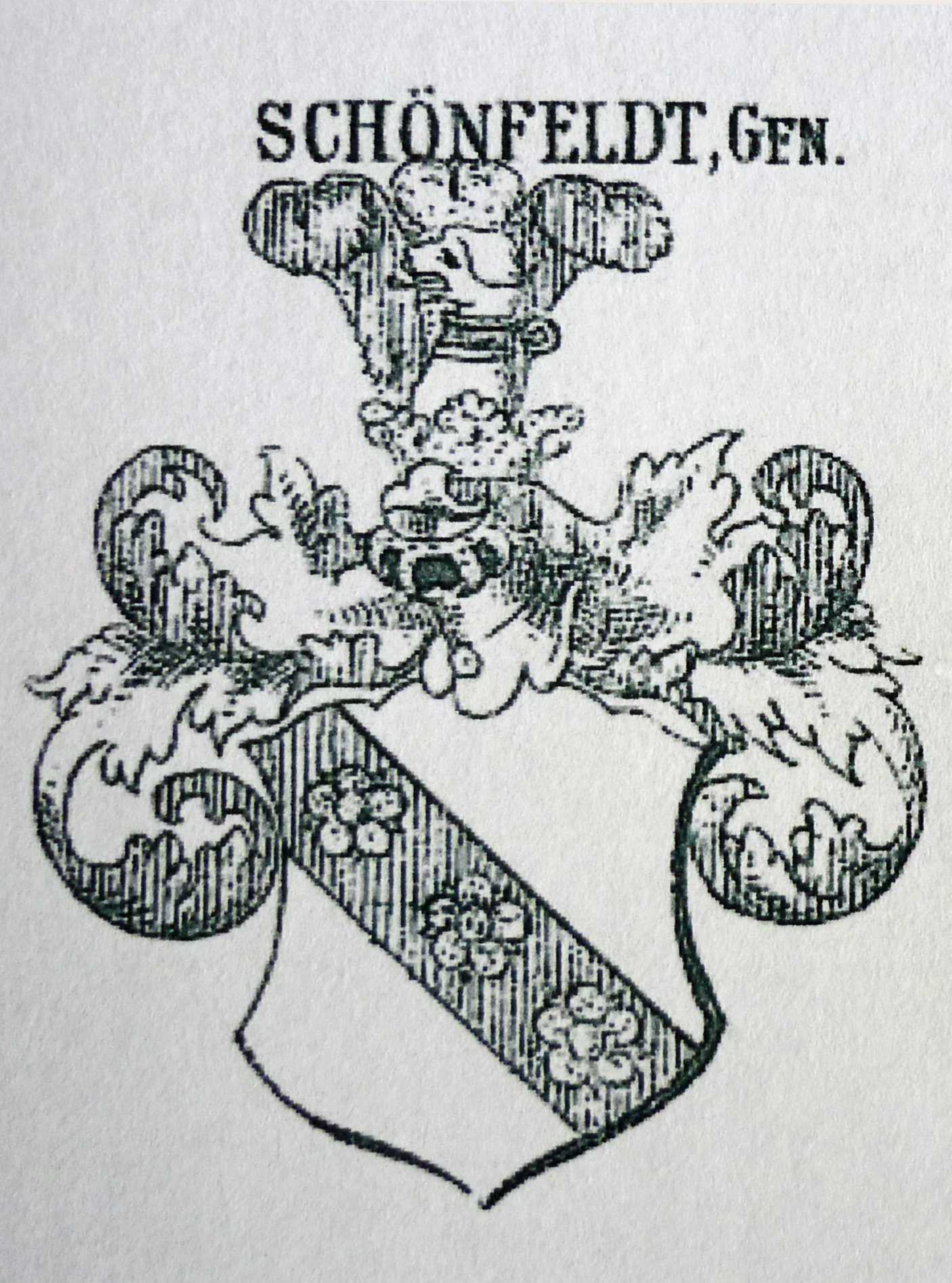
Erb rodu Schönfeldů

Ze zdravotních důvodů rezignoval v roce 1881 na funkci náčelníka generálního štábu. Stal se velitelem v Terstu, pod toto velitelství spadala také Istrie, Gorice a Gradiška. Zde setrval jeden rok (1881–1882), poté se stal velitelem 12. armádního sboru v Hermannstadtu a zemským velitelem pro Sedmihradsko. Od roku 1888 byl velitelem 3. armádního sboru ve Štýrském Hradci a nakonec od roku 1890 2. armádního sboru ve Vídni. Mezitím byl 1. listopadu 1886 povýšen do druhé nejvyšší hodnosti polního zbrojmistra. Nakonec zastával v letech 1895-1898 funkci generálního inspektora rakousko-uherské armády.
Zemřel ve svém bytě ve Vídni 7. ledna 1898 na následky srdečních komplikací po operaci kyčle. Jeho pohřbu ve vídeňském Votivním kostele Božského Spasitele se zúčastnil mimo jiné i císař František Josef I. Poté byly jeho ostatky uloženy do rodinné hrobky v Bad Vöslau. V Bad Vöslau pobýval často od roku 1880, později zde vlastnil vilu v ulici Hügelgasse 34, jeho druhá manželka později nechala postavit další vilu v ulici Schlumbergerstrasse 8 (Vila Schönfeld).

## Tituly a ocenění
Od narození užíval šlechtický titul rytíře udělený jeho předkům v roce 1814. V roce 1870 byl povýšen do stavu svobodných pánů. Ve funkci náčelníka generálního štábu obdržel v roce 1876 titul c. k. tajného rady s nárokem na oslovení Excelence. Během své kariéry získal řadu ocenění v Rakousku-Uhersku. S ohledem na své působení v nejvyšším velení rakousko-uherské armády a diplomatické aktivity byl dekorován také řadou ocenění od zahraničních panovníků. Od roku 1883 byl čestným majitelem pěšího pluku č. 82.

### Rakousko-Uhersko
- Řád železné koruny III. třídy s válečnou dekorací (1849)
- rytířský kříž Leopoldova řádu s válečnou dekorací (1864)
- Vojenský záslužný kříž s válečnou dekorací (1866)
- Řád železné koruny II. třídy (1870)
- Řád železné koruny I. třídy (1879)
- velkokříž Leopoldova řádu (1889)
- Vojenská záslužná medaile (1892)

### Zahraničí
- velkokříž Řádu červené orlice s brilianty (Německo)
- Řád pruské koruny II. třídy s meči (Německo)
- velkodůstojník Řádu čestné legie (Francie)
- velkokříž Řádu württemberské koruny (Württembersko)
- velkokříž Řádu Albrechtova (Sasko)
- velkokříž Vévodského sasko-ernestinského domácího řádu (Sasko)
- velkokříž Řádu Ludvíkova (Hesensko)
- Řád Filipa Velkomyslného (Hesensko)
- velkokříž Řádu rumunské hvězdy (Rumunsko)
- velkokříž Řádu Takova (Srbsko)
- Řád lva a slunce I. třídy (Persie)

## Rodina
Byl dvakrát ženatý. Poprvé se oženil v roce 1851 s Angličankou Georgianou Nevill (1826–1890). Po ovdovění se v roce 1896 oženil podruhé s Francouzkou Héloise de Marion (1854–1933). Z prvního manželství se narodily tři děti, všechny ale zemřely ještě před otcem.
Jeho mladší bratr Wenzel (Václav) (1830–1901) byl též důstojníkem rakousko-uherské armády a dosáhl hodnosti podplukovníka (1878).